# Robertus nipponicus
Robertus nipponicus är en spindelart som beskrevs av Yoshida 1995. Robertus nipponicus ingår i släktet fuktspindlar, och familjen klotspindlar. Inga underarter finns listade i Catalogue of Life.